# Metròpolis de Frígia (sud)
Metròpolis de Frígia (en grec antic Μητρόπολις) era una ciutat situada al sud de Frígia, al convent jurídic d'Apamea.
Al nord de Frígia hi havia una ciutat del mateix nom, la Metròpolis de Frígia (nord). Les dues ciutats, encara que es deien igual, eren diferents, tal com ho expliquen Esteve de Bizanci, que menciona les dues, i el geògraf Hièrocles al segle VI. En època romana es va incloure a la província de Pisídia.